# Трине Хатестад
Елса Катрине Хатестад (норв. Elsa Katrine Hattestad, девојачко Солберг (норв. Solberg); Љоренскуг, 18. април 1966.) некадашња је норвешка атлетичарка која се такмичила у бацању копља. Током своје каријере била је европска, светска и олимпијска шампионка и два пута је обарала светски рекорд. Њен лични рекорд, постављен 2000. године, од 69,48 м је норвешки рекорд.

## Каријера
Хатестад је на Европском првенству за јуниоре 1981. заузела пето место. Следеће године, са само 16 година, учествовала је на Европском првенству за сениорке. До почетка 1990-их, Хатестад је била једна од најбољих бацачица копља на свету. 1993. освојила је своју прву велику међународну титулу, Светско првенство у Штутгарту. Томе је додала и титулу првакиње Европе 1994. На Олимпијским играма у Атланти 1996. године освојила је бронзану медаљу. Следеће године је поново освојила Светско првенство. На Светском првенству 1999. поново је изгубила титулу, завршивши на трећем месту, али је 2000. освојила једину титулу која јој је недостајала у каријери са златном медаљом на Олимпијским играма у Сиднеју.

## Приватно
У младости је била перспективна рукометашица играјући за клуб у другом рангу норвешког лигашког система. Са бившим мужем Андерсом Хатестадом има четворо деце. Развели су се 2017.
Након престанка активним бављењем атлетиком Трина је покренула Академију спорта и здравља (норв. Sport og Helseakademiet på Kolbotn) у Колботну, јужно од Осла.

## Међународна такмичења
| Година                  | Такмичење                     | Место                     | Позиција                | Дисциплина              | Резултат                | Белешка                 |
| Представљајући Норвешку | Представљајући Норвешку       | Представљајући Норвешку   | Представљајући Норвешку | Представљајући Норвешку | Представљајући Норвешку | Представљајући Норвешку |
| ----------------------- | ----------------------------- | ------------------------- | ----------------------- | ----------------------- | ----------------------- | ----------------------- |
| 1983                    | Европско првенство за јуниоре | Швехат, Аустрија          | 2.                      | Бацање копља            | 61.40 м                 |                         |
| 1984                    | Олимпијске игре               | Лос Анђелес, САД          | 5.                      | Бацање копља            | 64.52 м                 |                         |
| 1986                    | Европско првенство            | Штутгарт, Западна Немачка | 9.                      | Бацање копља            | 59.52 м                 |                         |
| 1987                    | Светско првенство             | Рим, Италија              | 24.                     | Бацање копља            | 55.30 м                 |                         |
| 1988                    | Олимпијске игре               | Сеул, Јужна Кореја        | 18.                     | Бацање копља            | 58.82 м                 |                         |
| 1991                    | Светско првенство             | Токио, Јапан              | 5.                      | Бацање копља            | 63.36 м                 |                         |
| 1992                    | Олимпијске игре               | Барселона, Шпанија        | 5.                      | Бацање копља            | 63.54 м                 |                         |
| 1993                    | Светско првенство             | Штутгарт, Немачка         | 1.                      | Бацање копља            | 69.18 м                 |                         |
| 1994                    | Игре добре воље               | Санкт Петерсбург, Русија  | 1.                      | Бацање копља            | 65.74 м                 |                         |
| 1994                    | Европско првенство            | Хелсинки, Финска          | 1.                      | Бацање копља            | 68.00 м                 |                         |
| 1996                    | Олимпијске игре               | Атланта, САД              | 3.                      | Бацање копља            | 64.98 м                 |                         |
| 1997                    | Светско првенство             | Атина, Грчка              | 1.                      | Бацање копља            | 68.78 м                 |                         |
| 1998                    | Европско првенство            | Будимпешта, Мађарска      | 4.                      | Бацање копља            | 63.16 м                 |                         |
| 1999                    | Светско првенство             | Севиља, Шпанија           | 3.                      | Бацање копља            | 66.06 м*                |                         |
| 2000                    | Олимпијске игре               | Сиднеј, Аустралија        | 1.                      | Бацање копља            | 68.91 м*                |                         |

* Сви резултати са старим моделом копља осим 1999. и 2000. када се бацало новим моделом копља.